# ロワジールホテル豊橋
ロワジールホテル豊橋（ロワジールホテルとよはし、Loisir Hotel Toyohashi）は、愛知県豊橋市のホリデイ・スクエア内にあるホテル。

## 概要
客室はスイートルームを合わせて全379室、大小19の宴会場がある。中でもホリデイ・ホールは収容人数が2000名と、中部圏最大級の広さを持つ宴会場であり、最新の音響・照明設備も充実している。
地元のコミュニティ放送局、エフエム豊橋の送信所としても機能している。
豊橋市で一番高い高層ビルであり、同市内のほとんどの場所から当ビルを見ることができる。
毎年1月に開催されるケモナーのコンベンション・JMoF（Japan Meeting of Furries）の会場としても使用される。

## 沿革
1981年（昭和56年）にホテルクラウンプラザ豊橋が経営するホリデイ・イン豊橋として完成し、1990年（平成2年）にホリデイタワー（地上30階、120m）が完成する。2000年（平成12年）にJALホテルズとの契約に合わせてホテル日航豊橋と名称を変更する。
ホリデイ・スクエアの運営会社「ホリデータワー」と同地の不動産所有会社2社は2002年（平成14年）5月に民事再生法を申請したが、同年7月に前例のない預金保険機構からの申立により会社更生法に切り替えられて再建が進められる事態となった（ホリデイ・スクエア#経営再建を参照のこと）。2004年（平成16年）に企業再生ファンドのローンスターグループがこれらの債権を買い取り、更生計画を完了。当ホテルについてはローンスター傘下のソラーレ ホテルズ アンド リゾーツの子会社となった。
同チェーンの「ソラーレコレクション」セグメントの中で、「ホテル日航豊橋」としての運営が継続されていたが、2012年（平成24年）9月に株式会社オータに経営権を売却、これを機にJALホテルズ傘下から離れ、ソラーレホテルズのブランド名である「ロワジールホテル」を使い、2012年（平成24年）11月1日よりロワジールホテル豊橋に改名した。JALホテルズは愛知県から一度撤退したが、2019年1月18日にホテルJALシティ名古屋錦（名古屋市中区）を開業して再進出している。

## 施設概要
| 階        | ロワジールホテル豊橋                                                                          |
| --------- | --------------------------------------------------------------------------------------------- |
| 30F       | スカイバンケット「ル・モン」                                                                  |
| 29F       | スカイバンケット「ラ・メール」                                                                |
| 28F - 26F | 客室（スイートルーム）                                                                        |
| 25F - 4F  | 客室                                                                                          |
| 3F        | 宴会場、会議室、客室（和室）                                                                  |
| 2F        | スポーツクラブ、中国料理「豊華楼」、宴会場、会議室                                            |
| 1F        | ロビー、ホリデイ・ホール、宴会場、 コーヒー店「フォーシーズンズ」、日本料理「藤さわ」、駐車場 |
| B1F       | 駐車場                                                                                        |

### 客室
和室（3室、定員4名）を除く客室はすべてダブルルームまたはツインルーム仕様であり、定員は2名を基本としている。スーペリアツインとデラックスツインは、エクストラベッドを追加して3名で宿泊することが可能。

#### タワー館
| タイプ                 | 部屋数 | 面積（m2） | 階                   | 階                 |
| タイプ                 | 部屋数 | 面積（m2） | 禁煙                 | 喫煙               |
| ---------------------- | ------ | ---------- | -------------------- | ------------------ |
| スタンダードダブル     | 55     | 22.6       | 10F・13 - 17F        | 11F・12F・18F・19F |
| スーペリアダブル       | 30     | 22.6       | 21F - 25F            | 20F                |
| デラックスダブル       | 11     | 22.6       | 15F - 17F・21F - 25F | 18F - 20F          |
| スタンダードツイン     | 36     | 22.6       | 4F - 9F              | -                  |
| スーペリアキング       | 10     | 31.5       | 4F - 7F              | -                  |
| フォース               | 25     | 31.5       | 4F - 7F              | -                  |
| スーペリアツイン       | 120    | 31.5       | 8F - 10F・13 - 17F   | 11F・12F・18F・19F |
| ユニバーサルツイン     | 5      | 31.5       | 4F                   | -                  |
| デラックスツイン       | 60     | 31.5       | 21F - 25F            | 20F                |
| ジュニアスイートキング | 9      | 45.1       | 26F・28F             | 27F                |
| ジュニアスイートツイン | 15     | 60.4       | 26F・28F             | 27F                |
| 和室                   | 3      | 46.8       | 3F                   | -                  |

- 客用エレベーターは南側に4台あり[3]、そのうち南西側の2台はシースルーエレベーターである。

#### 本館
- エコノミーダブル（20.3m2、喫煙のみ）
- エコノミーツイン（25.2m2、喫煙のみ）
  - 客室として供用されているのは10Fのみ。ほとんどのフロアは賃貸オフィスや事務所となっている。

### 付帯施設
- レストラン&バー（1F、2F）
- ホール（用途：宴会場、会議場、展示会など）
  - ホリデイ・ホール（面積：1,531m2、収容人数：2,000名）
  - 小宴会場（収容人数：250名）
  - 和室宴会場（面積：50畳、収容人数：50名）
  - 会議・ミーティングルーム（収容人数：150名）
  - スカイバンケットルーム（収容人数：150名）
  - 結婚披露宴会場
- スポーツクラブ（2F）
  - 室内プール（25m、4コース）
  - アスレチックジム
  - サウナ
  - ジャグジー
  - サロン

## アクセス

### 車でのアクセス
- 東名高速道路 豊川ICより約40分。
- 駐車場：全138台
  - 隣接するホリデイ・スクエアの駐車場（約2,000台）も利用可能である。

### 公共交通機関でのアクセス
- JR東海・名鉄の豊橋駅西口よりホテル専用シャトルバスで約10分（無料）。
- 豊橋駅東口、豊橋鉄道の三河田原駅、伊良湖岬から豊鉄バス利用、「藤沢町」バス停下車。
- 豊橋駅西口から豊鉄バス利用、「西部団地」バス停下車後、徒歩で約5分。